# 广东冬青
广东冬青（学名：Ilex kwangtungensis）是冬青科冬青属的植物，是中国的特有植物。分布于中国大陆的海南、广东、贵州、江西、湖南、广西、福建、浙江、云南等地，生长于海拔300米至1,000米的地区，一般生长在山坡常绿阔叶林和灌木丛中，目前已由人工引种栽培。

## 异名
- Ilex kwangtungensis Merr. var. pilosior Hand.-Mazz.
- Ilex shweliensis Comber